# نبرة السفلى
نَبَرَّةُ السُّفلى أو نَبَارَّةُ السُّفلى هي منطقة تقليدية في مقاطعة البرانس الأطلسية الفرنسية الحالية. إنه يتوافق مع أقصى شمال لمملكة نبرة خلال العصور الوسطى. أُعيدت هذا المنطقة إلى حكم الملك الأصلي لهنري الثاني بعد الغزو الإسباني لمنطقة نبرة الإيبرية (1512-1524). كانت عواصمها شنت جوان وسان باليه . في أقصى الشمال كانت هناك إمارة بيداش الصغيرة ذات السيادة وتناقص عدد السكان بمقدار 44450 (عام 1901) ، 25356 (عام 1990).